# Hugs
Hugs (Sistemul Gofer al utilizatorului Haskell), de asemenea, Hugs 98, este un interpret bytecode pentru limbaj de programare funcțională Haskell. Hugs este succesorul lui Gofer și a fost inițial derivat din Gofer versiunea 2.30b. Hugs și Gofer au fost inițial dezvoltate de Mark P. Jones, acum profesor la Portland State University.
Hugs vine cu o bibliotecă simplă de grafică. Ca o implementare completă Haskell, care este portabilă și ușor de instalat, Hugs este uneori recomandat pentru noii utilizatori Haskell.
Hugs se abate de la specificația Haskell 98 în câteva moduri minore. De exemplu, Hugs nu acceptă module reciproc recursive. Există o listă de diferențe.
Interfața Hugs (un Haskell REPL) acceptă expresii pentru evaluare, dar nu definiții de module, tip sau funcții. Îmbrățișările pot încărca modulele Haskell la pornire.

## Exemple

### Înregistrări extinse
Un exemplu de "înregistrări tipărite cu extensibilitate", o caracteristică non-standard unică pentru Hugs.
```
module
 
Main
 
where

import
 
Hugs.Trex

type
 
Coord
 
=
 
Double

type
 
Point2D
 
=
 
Rec
 
(
x
::
Coord
,
 
y
::
Coord
)
 

type
 
Point3D
 
=
 
Rec
 
(
x
::
Coord
,
 
y
::
Coord
,
 
z
::
Coord
)
 

point2D
 
=
 
(
x
=
1
,
 
y
=
1
)
 
::
 
Point2D

-- emptyRec :: Rec EmptyRow  -- predefined

-- (x=1 | (y=1))   -- rec. extension

-- (x=v | rec)     -- record value decomposition, pattern fields must be non empty

-- (x::type | rec)   -- record type decomposition

-- (rec\z) in the context means ''rec'' does not contain field ''z'' 

-- add a field z with the same type as field x

addZCoord
 
::
 
(
r
\
z
,
 
r
\
x
)
 
=>
 
t
 
->
 
Rec
 
(
 
x
::
t
 
|
 
r
)
 
->
 
Rec
 
(
 
x
::
t
,
 
z
::
t
 
|
 
r
)

addZCoord
 
z
 
(
 
x
 
=
 
x
 
|
 
other
)
 
=
 
(
x
 
=
 
x
,
 
z
 
=
 
z
 
|
 
other
)

point3D
 
=
 
addZCoord
 
3
 
point2D
   
-- :: Point3D

-- admit any record with ''showable'' fields x and y 

printXY
 
::
 
(
Show
 
t
,
 
r
\
x
,
 
r
\
y
)
 
=>
 
Rec
 
(
x
::
t
,
 
y
::
t
 
|
 
r
)
 
->
 
IO
 
()

printXY
 
point
 
=
 
putStrLn
 
xy

  
-- with SML style field accessors ('#' prefix)

  
where
 
xy
 
=
 
show
 
(
#
x
 
point
)
 
++
", "
++
 
show
 
(
#
y
 
point
)
 

incrementX
 
::
 
(
Num
 
t
,
 
r
\
x
)
 
=>
 
Rec
 
(
x
::
t
 
|
 
r
)
 
->
 
Rec
 
(
x
::
t
 
|
 
r
)

incrementX
  
(
x
=
v
 
|
 
rest
)
 
=
 
(
x
=
v
+
1
 
|
 
rest
)

main
 
=
 
do

  
let
 
point3D'
 
=
 
incrementX
 
point3D

  
printXY
 
point2D

  
printXY
 
point3D'

```

Rularea cu compatibilitatea H98 oprită pentru a activa extensiile de limbă:
```
runhugs -98 test.hs

```